# Мендота (Калифорнија)
Мендота (енгл. Mendota) град је у америчкој савезној држави Калифорнија. По попису становништва из 2010. у њему је живело 11.014 становника.

## Демографија
Према попису становништва из 2010. у граду је живело 11.014 становника, што је 3.124 (39,6%) становника више него 2000. године.
| Група             | 2000.         | 2010.          |
| Белци             | 248 (3,1%)    | 243 (2,2%)     |
| Афроамериканци    | 52 (0,7%)     | 107 (1,0%)     |
| Азијати           | 57 (0,7%)     | 82 (0,7%)      |
| Хиспаноамериканци | 7.468 (94,7%) | 10.643 (96,6%) |
| Укупно            | 7.890         | 11.014         |